# Le Cygne (film)
Pour les articles homonymes, voir Le Cygne.
Pour plus de détails, voir Fiche technique et Distribution.
Le Cygne (The Swan) est un film américain réalisé par Charles Vidor, sorti en 1956.

## Synopsis
En 1910, dans un pays fictif d'Europe centrale, la Princesse Alexandra tombe amoureuse du précepteur de son frère, un roturier, à la veille de son propre mariage avec le Prince Albert.

## Fiche technique
- Titre original : The Swan
- Titre français : Le Cygne
- Réalisation : Charles Vidor
- Scénario : John Dighton (en), d'après The Swan, adaptation par Melville Baker (en) de la pièce Á Hattyú Vigjatek Három Felvonasbarn de Ferenc Molnár
- Musique : Bronislau Kaper
- Direction artistique : Randall Duell et Cedric Gibbons
- Décors : Henry Grace et Edwin B. Willis
- Costumes féminins : Helen Rose
- Photographie : Joseph Ruttenberg et Robert Surtees
- Son : Wesley C. Miller (en)
- Montage : John Dunning
- Producteur : Dore Schary
- Société de production : Metro-Goldwyn-Mayer
- Société de distribution : Loew's Inc.
- Pays de production :  États-Unis
- Langue originale : anglais américain
- Format : couleur (Eastmancolor) — 35 mm — 2,35:1 (CinemaScope) — son : mono (Westrex Recording System)
- Genre : comédie romantique
- Durée : 104 min
- Dates de sortie : 
  - États-Unis : 18 avril 1956 (première à Los Angeles)
  - France : 18 avril 1956
  - Belgique : 27 avril 1956
- Affiche : Macario Gómez Quibus (Espagne)

## Distribution
- Grace Kelly (VF : Élina Labourdette) : la princesse Alexandra
- Alec Guinness (VF : Michel Roux) : le prince Albert
- Louis Jourdan : le précepteur Nicolas Agui
- Agnes Moorehead : la reine Maria Dominika
- Jessie Royce Landis (VF : Hélène Tossy) : la princesse Béatrice
- Estelle Winwood : la tante Clara
- Brian Aherne (VF : Jean-Claude Michel) : le Père Carl Hyacinth
- Leo G. Carroll : Caesar
- Doris Lloyd : la comtesse Sibenstoyn
- Robert Coote : le capitaine Wunderlich

## Production
- Le directeur de la photographie Joseph Ruttenberg tourna les scènes en Caroline du Nord au domaine Biltmore, une des résidences de la famille Vanderbilt mais, de retour aux studios, il tomba malade et c'est alors Robert Surtees qui filma les scènes d'intérieur[1].

- Selon The Hollywood Reporter[1], Rex Harrison et Joseph Cotten avaient été pressentis pour jouer le rôle du prince Albert.

- Ce fut le premier film d'Alec Guinness tourné aux États-Unis et l'avant-dernier film de Grace Kelly[1].

- MGM reporta la sortie du film afin qu'elle corresponde avec la date du mariage de Grace Kelly avec le Prince Rainier[1].

## Autour du film
- La pièce de Ferenc Molnár est à l'origine de deux autres films américains antérieurs : Le Cygne (en) de Dimitri Buchowetzki en 1925 avec Frances Howard (en), puis One Romantic Night de Paul L. Stein en 1930 avec Lillian Gish.

- Le titre du film est une référence indirecte à l'étoile Véga, dont il est souvent question, et qui est proche de la constellation du cygne.